# Pseuderanthemum usambarensis
Pseuderanthemum usambarensis är en akantusväxtart som beskrevs av Vollesen. Pseuderanthemum usambarensis ingår i släktet Pseuderanthemum och familjen akantusväxter. Inga underarter finns listade i Catalogue of Life.